# Luis Vorbach

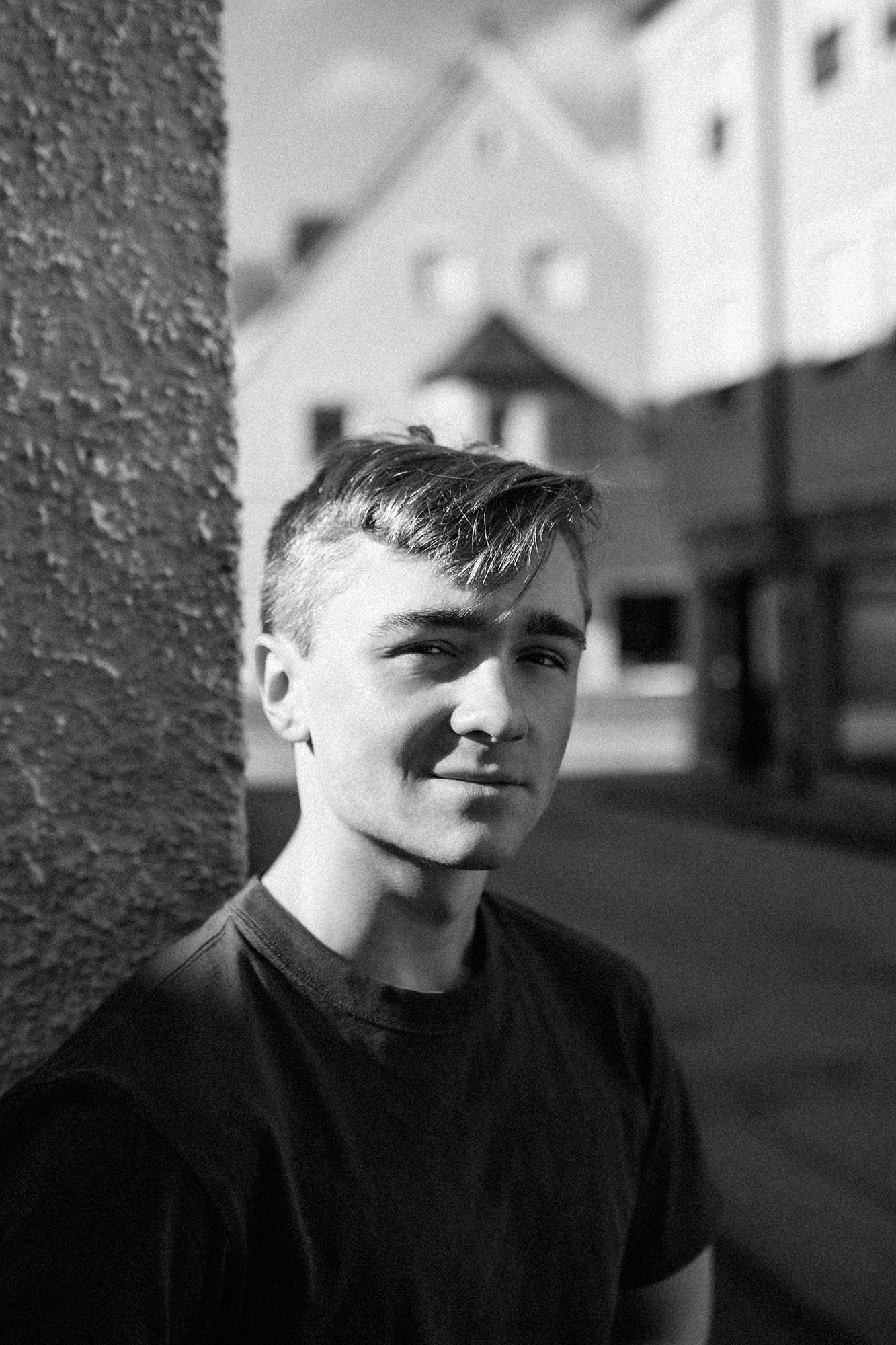
Luis Vorbach (2022)

Luis Vorbach (* 3. Dezember 2005 in Kaufbeuren) ist ein deutscher Filmschauspieler. Er wurde durch Haupt- und Nebenrollen in Spielfilmen wie unter anderem in Auf Augenhöhe bekannt, und er erlangte durch seine Hauptrolle in Alfons Zitterbacke – Endlich Klassenfahrt! noch weitere Bekanntheit.

## Privat
Luis Vorbach wurde 2005 in Kaufbeuren geboren. Er hat einen älteren Bruder. Neben der Schule und seiner Schauspielertätigkeit ist er seit seiner frühen Kindheit als Schwimmer im Leistungssport beim TSV Marktoberdorf aktiv. Er besuchte die Sophie-La-Roche-Realschule Kaufbeuren.

## Karriere
Bevor Vorbach als Schauspieler tätig war, hat er als Kind in Werbespots mitgearbeitet.
Sein Schauspieldebüt gab er mit einer kleineren Nebenrolle in der Provinzposse Die Gruberin (2013, TV), gefolgt von einer Folge der Serie Weißblaue Geschichten (2014). Regisseur Carlo Rola besetzte ihn in dem Familienepos Die Himmelsleiter – Sehnsucht nach morgen (2015, TV-Zweiteiler) in seiner ersten größeren Rolle als Enkelsohn von Christiane Pauls Hauptfigur.
Seine erste Hauptrolle in einem Kinofilm spielte Vorbach in dem tragikomischen Kinderfilm Auf Augenhöhe (2016). Vorbach wurde für seine Leistung beim Children’s Film Festival in Seattle (USA) als bester Kinderdarsteller ausgezeichnet, bei den Kinderfilmtagen Ruhr in Essen gewann er für Auf Augenhöhe den Filmpreis EMO als bester Kinderdarsteller.
In der mehrfach preisgekrönten Ottfried-Preußler-Verfilmung Die kleine Hexe (2018) spielte er in einer Nebenrolle an der Seite von Karoline Herfurth und Suzanne von Borsody, die menschliche Bekanntschaft der kleinen Hexe.
Eine weitere Hauptrolle spielte er in dem Familienfilm Unheimlich perfekte Freunde (2019) über zwei wenig strebsame Jungs, die sich plötzlich mit hochbegabten Doppelgängern ihrer selbst konfrontiert sehen. Auch für diese Doppelrolle erhielt er 2019 in Essen den Filmpreis EMO als bester Kinderdarsteller.
Im selben Jahr war er in der Komödie Das perfekte Geheimnis (2019) in einer kleinen Rolle zu sehen. Ebenfalls 2019 wurde Luis Vorbach in dem historischen Filmdrama Das Glaszimmer (Kinostart 2022) im Hauptcast besetzt.
Im Fernsehen sah man Vorbach unter anderem in der Liebeskomödie Für Emma und Ewig (2017) sowie in Einzelfolgen der Serien Kommissarin Lucas Nürnberg (2021) und Tierärztin Dr. Mertens (2021), sowie Toni, männlich, Hebamme (2022).
Mit Anna Maria Mühe und Felix Klare stand er für die österreichische Netflix-Krimiserie Totenfrau vor der Kamera.
Als Titelheld in Alfons Zitterbacke – Endlich Klassenfahrt (Kinostart 2022) ist er in seiner dritten Kino-Hauptrolle zu sehen.

## Auszeichnungen
- 2017: EMO 2017, Bester Kinderdarsteller bei den Kinderfilmtagen im Ruhrgebiet für Auf Augenhöhe[2]
- 2017: Best Child Actor in a Feature Film for Ages 12+, Seattle Film Festival für Auf Augenhöhe
- 2019: EMO 2019, Bester Kinderdarsteller bei den Kinderfilmtagen im Ruhrgebiet für Unheimlich perfekte Freunde
- 2023: Audience Favorite Actor Award, Universal Kids Film Festival Istanbul für ALFONSO ZITTERBACKE

## Filmografie (Auswahl)
- 2013: Die Gruberin
- 2014: Weißblaue Geschichten
- 2014/15: Die Himmelsleiter – Sehnsucht nach morgen
- 2015/16: Auf Augenhöhe (Kinofilm)
- 2017: Für Emma und ewig
- 2017–2019: Unheimlich perfekte Freunde (Kinofilm)
- 2017–2019: Der Käpt’n
- 2018: Die kleine Hexe (2018) (Kinofilm)
- 2019: Das Glaszimmer (Kinofilm)
- 2019: Das perfekte Geheimnis (Kinofilm)
- 2021: Tierärztin Dr. Mertens
- 2021: Kommissarin Lucas – Nürnberg
- 2022: Alfons Zitterbacke – Endlich Klassenfahrt! (Kinofilm)
- 2022: Totenfrau Netflix – TV-Serie
- 2022: Big Man (Synchron)
- 2023: Karla (Kinofilm)
- 2023: Toni, männlich, Hebamme – Mächtig schwanger
- 2023: Die Schule der magischen Tiere (Kinofilm)
- 2023: Fritzi & Sophie (TV-Serie) (Synchron)
- 2024: Tatort: Avatar
- 2024: Der Masuren-Krimi – Die verlorene Tochter
- 2024: Die Schule der magischen Tiere 3 (Kinofilm)
- 2025: Karla